# Шипшина Антонова
Шипшина Антонова (Rosa antonowii) — вид рослин з родини розових (Rosaceae).

## Опис
Кущ заввишки 150 см. Листочки зверху голі. Гіпантії голі. Квітконіжки 10–15 мм довжиною. Квітки білі або блідо-рожеві.

## Поширення
Зростає в Україні й Росії.
В Україні вид зростає на галявинах, луках, серед чагарників — у лівобережному Лісостепу, північній частині донецької Лісостепу і лівобережної злаково-лучному Степу.